# Che (částice)
Che je španělská částice používaná pro oslovování, respektive pro získání pozornosti. Asi nejlépe ji lze přeložit jako „hej“. 

## Výskyt
Zejména v Argentině a Bolívii se této částice používá také jako přezdívka nebo doplnění jména. Nejprominentnějším nositelem byl argentinský lékař a latinskoamerický revolucionář Ernesto Che Guevara. Ve výše zmíněném smyslu se však používá i v dalších zemích jako Uruguay, Paraguay, také v jižních okrscích Brazílie (zde psáno tchê) a také v oblasti španělské Valencie.

## Původ
Existuje více teorií o původu tohoto slova. V některých indiánských jazycích Jižní Ameriky má toto slovo význam „já“ nebo „můj“ (v guaraní) resp, „člověk“, „lidé" (v tehuelche a jiných). Další možností je italský původ  c'è, který se často ve spojení non c'è užívá ve smyslu „že?“ či „není-liž pravda?“ a má tak upoutat pozornost osloveného.